# Условия Каруша — Куна — Таккера
В теории оптимизации условия Каруша — Куна — Таккера (англ. Karush — Kuhn — Tucker conditions, KKT) — необходимые условия решения задачи нелинейного программирования. Чтобы решение было оптимальным, должны быть выполнены некоторые условия регулярности. Метод является обобщением метода множителей Лагранжа. В отличие от него, ограничения, накладываемые на переменные, представляют собой не уравнения, а неравенства.

## История
Кун и Таккер обобщили метод множителей Лагранжа (для использования при построении критериев оптимальности для задач с ограничениями в виде равенств) на случай общей задачи нелинейного программирования с ограничениями, как в виде равенств, так и в виде неравенств.
Необходимые условия локального минимума для задач с ограничениями исследуются давно. Одним из основных остаётся предложенный Лагранжем перенос ограничений в целевую функцию. Условия Куна-Таккера тоже выведены из этого принципа.

## Постановка задачи
В задаче нелинейной оптимизации требуется найти значение многомерной переменной {\displaystyle x=(x^{(1)},...,x^{(n)})},
минимизирующее целевую функцию:
{\displaystyle \min \limits _{x\in X}f(x)}
при условиях, когда на переменную {\displaystyle x} наложены ограничения типа неравенств:
{\displaystyle g_{i}(x)\leqslant 0,\;i=1\ldots m},
а компоненты вектора {\displaystyle x} неотрицательны.
Вильям Каруш в своей дипломной работе нашёл необходимые условия в общем случае, когда накладываемые условия могут содержать и уравнения, и неравенства. Независимо от него к тем же выводам пришли Гарольд Кун и Альберт Таккер.

## Необходимые условия минимума функции
Если {\displaystyle {\hat {x}}\in \arg \min f} при наложенных ограничениях — решение задачи, то найдётся вектор множителей Лагранжа {\displaystyle \lambda \in \mathbb {R} ^{m}} такой, что для функции Лагранжа {\displaystyle L(x)=\lambda _{0}f(x)+\sum _{i=1}^{m}\lambda _{i}g_{i}(x)} выполняются условия:
- стационарности: {\displaystyle \min _{x}L(x)=L({\hat {x}})};
- дополняющей нежёсткости: {\displaystyle \lambda _{i}g_{i}({\hat {x}})=0,\;i=1\ldots m};
- неотрицательности: {\displaystyle \lambda _{i}\geqslant 0,\;i=1\ldots m}.

## Достаточные условия минимума функции
Перечисленные необходимые условия минимума функции в общем случае не являются достаточными. При условии, что функции {\displaystyle f} и {\displaystyle g_{1},\dots ,g_{m}} выпуклы существует несколько вариантов дополнительных условий, которые делают условия из теоремы Каруша — Куна — Таккера достаточными:

### Простая формулировка
Если для допустимой точки {\displaystyle {\hat {x}}} выполняются условия стационарности, дополняющей нежёсткости и неотрицательности, а также {\displaystyle \lambda _{0}>0}, то {\displaystyle {\hat {x}}\in \arg \min f}.

### Более слабые условия
Если для допустимой точки {\displaystyle {\hat {x}}} выполняются условия стационарности, дополняющей нежёсткости и неотрицательности, а также {\displaystyle \exists {\tilde {x}}:g_{i}({\tilde {x}})<0,\;i=1\ldots m} (условие Слейтера), то {\displaystyle {\hat {x}}\in \arg \min f}.